# Ferrari FF
La Ferrari FF — pour Ferrari Four en référence à ses quatre places et ses quatre roues motrices — est une automobile de grand tourisme développée au début des années 2010 par le constructeur automobile italien Ferrari. Destiné à remplacer la 612 Scaglietti, la FF est dotée comme cette dernière d'un moteur V12 porté à 660 ch de puissance et 683 N m de couple.
C'est une Ferrari inhabituelle pour deux raisons, la FF est la première à disposer d'une carrosserie de type « break de chasse » mais également la première Ferrari de série à être dotée d'une transmission intégrale. La Ferrari FF a été dévoilée au salon international de l'automobile de Genève 2011, début mars. Elle fut construite à 2291 véhicules dans le monde.

## Aspects techniques

### Moteur

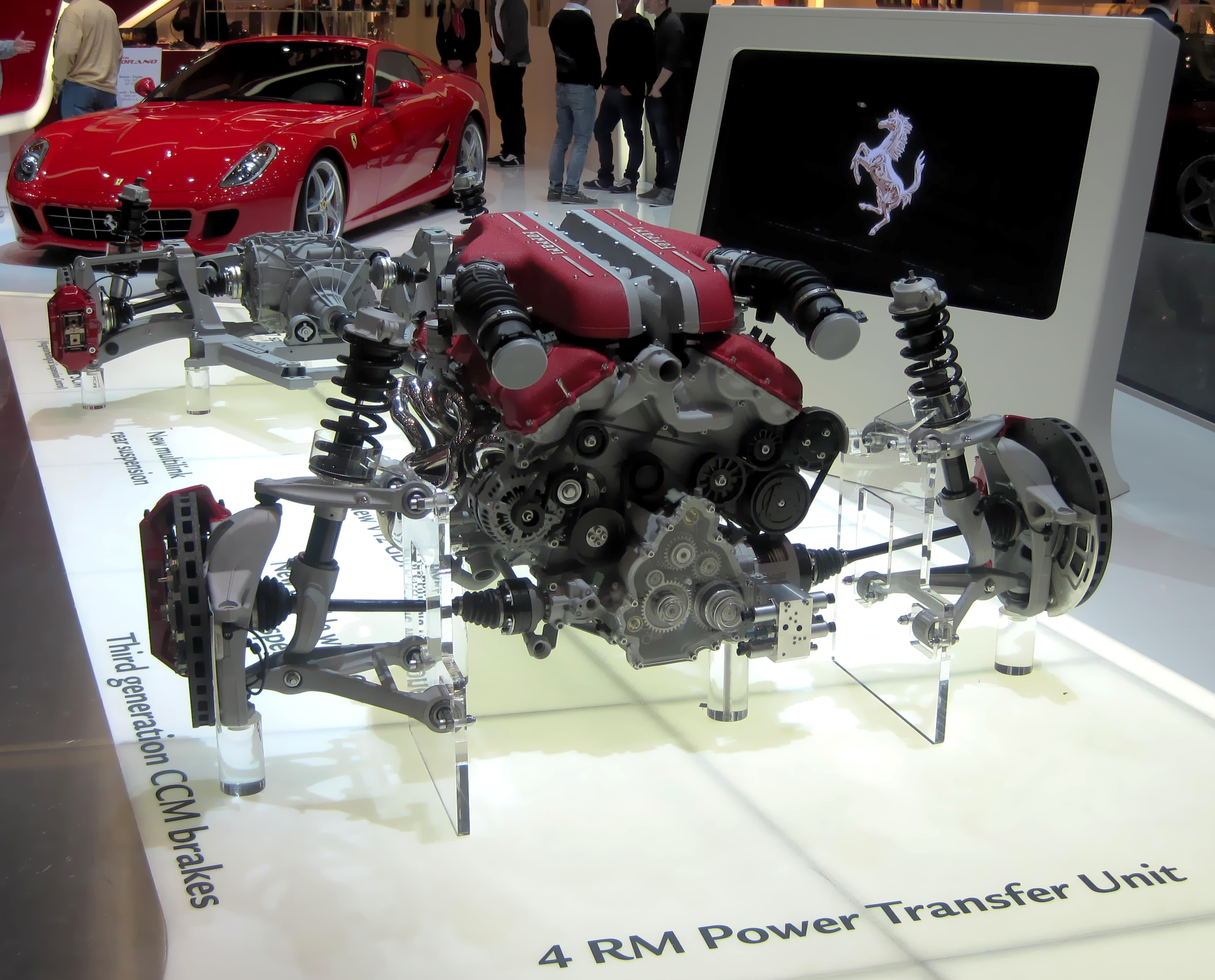
La FF sans carrosserie ni châssis.

La Ferrari FF a la plus grosse cylindrée pour un moteur Ferrari : un V12 à 65° de 6 262 cm3. Il s'agit d'un moteur atmosphérique à injection directe, qui développe 660 ch à 8 000 tr/min et 683 N m de couple à 6 000 tr/min.

### Transmission
La FF est équipée d'une transmission à double embrayage et est couplée à une boîte de vitesses robotisée transaxle « F1 » à sept rapports, selon un schéma similaire à celui utilisé par les California et 458 Italia.

### Système quatre roues motrices
Le nouveau système de transmission intégrale développé et breveté par Ferrari est appelé 4RM ; un de ses avantages est son poids, déclaré comme étant inférieur de 50 % par rapport à celui d'une quatre roues motrices traditionnelle. Il est doté d'un dispositif électronique qui procure à chaque roue la puissance dont elle a besoin.

### Trains roulants
Les freins de la FF sont en céramique et conçus par Brembo. La suspension utilise une huile de synthèse contenant des particules magnétisées avec un dispositif d'amortissement magnétorhéologique nommé SCM3.

### Poids
Le poids de la Ferrari FF est de 1 790 kg, réparti à 49 % vers l'avant et 51 % vers l'arrière. La puissance élevée du moteur lui permet de conserver un rapport poids-puissance assez faible de 2,7 kg/ch.

### Performances
La FF réalise le 0 à 100 km/h en 3,7 secondes et de 0 à 200 km/h en 11 secondes, et est capable d'atteindre la vitesse de 335 km/h. La Ferrari, malgré les efforts faits pour diminuer la consommation par rapport au modèle précédent, reste encore assez gourmande en carburant du fait de sa grosse cylindrée : elle revendique une consommation de 15,4 litres aux 100 km et des rejets de dioxyde de carbone de 360 g CO2/km. La FF dispose d'un réservoir de 91 L.

## Design

### Extérieur
Le design de la Ferrari FF a été réalisé par Pininfarina. La FF a des caractéristiques stylistiques qui la rapprochent des autres Ferrari modernes. Ses feux avant sont très similaires à ceux de la 458 Italia, avec laquelle - de même qu'avec la 599 GTB - elle partage aussi les deux feux arrière circulaires. Comme la 599, elle est dotée de quatre sorties d'échappement et d'une large grille de calandre à l'avant. L'inspiration de la 458 est aussi très présente sur les côtés de la FF, avec des flancs creusés. L'élément le plus marquant du design extérieur de ce modèle reste son aspect typique des breaks de chasse.

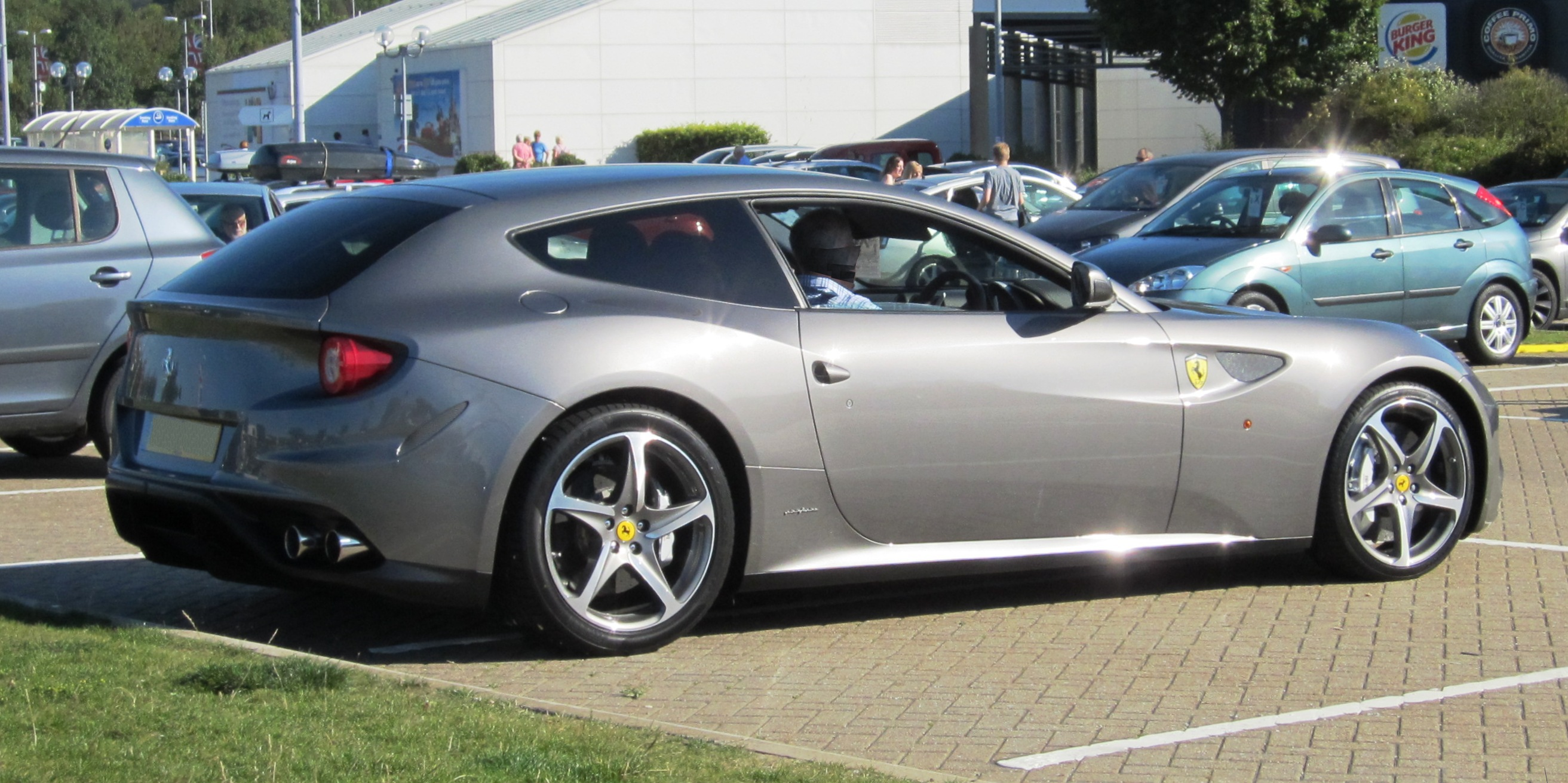
Ferrari FF

### Intérieur
La combinaison du style break de chasse et des sièges arrière rabattables donne à la Ferrari FF une capacité de chargement dans le coffre allant de 450 à 800 litres. Cela permet aussi de dégager 4 vraies places. Souvent décriées pour leur finition, les Ferrari se sont nettement améliorées depuis la 360 Modena[réf. nécessaire]. Là encore, en dehors de quelques ratés, l’ensemble respire le sérieux[style à revoir]. Six coloris sont disponibles pour habiller les cuirs Poltrona Frau et les assises peuvent être d'une couleur différentes des bords. Les habitués de la 458 Italia ne seront pas dépaysés par l’absence de comodo pour les clignotants et essuie-glaces. Ils ne seront pas non plus choqués par les compteurs mélangeant affichage classique et digital, ni les tarifs pratiqués pour les options. Malgré un prix catalogue de 261 517 €, les options restent en effet nombreuses et coûteuses sur la Ferrari FF. Les inserts de carbone vont de 5 526 à 21 265 €, la bagagerie est à 10 166 € tandis que le système hi-fi, le tuner TV et l’ensemble multimédia arrière sont quant à eux facturés à des prix plus raisonnables. Au contraire du volant carbone à LEDs, apparu sur la Scuderia, vendu 5 500 €.

## Dérivés
En 2014, Ferrari présente un exemplaire unique basé sur la FF nommée SP FFX, fabriquée pour un richissime client.

## Remplacement
En février 2016, Ferrari publie un teaser d'une nouveauté qui sera présentée le 15 au centre d'exposition Villa Erba sur les abords du lac de Côme et dévoilée au Salon de Genève 2016 en mars : il s'agit de la FF restylée. Sur sa photo, on ne voit que le regard laissant apparaître de nouvelles optiques à signature lumineuse. Le 8 février 2016, Ferrari présente les premières photos officielles de la FF restylée avec un changement de nom : la GTC4Lusso.